# Monza Rally Show
El Monza Rally Show és una competició de ral·lis que es disputa anualment des de 1978 al Circuit de Monza. Sol celebrar-se cap a finals d'anys com a tancament de la temporada. Tot i que es competeix en format ral·li, te un cert caràcter d'espectacle, d'aquí que hi hagin participat molts pilots que no són pròpiament dels ral·lis, com Valentino Rossi, pilot de motociclisme que ha guanyat el certamen en diverses ocasions.
Degut a les conseqüèencies de la pandèmia de la covid-19, davant la manca de proves per completar el campionat, l'any 2020 i 2021 el ral·li va formar part del Campionat Mundial de Ral·lis, realitzant els tradicionals trams dins del Circuit de Monza i altres pels voltants de Bèrgam.

## Palmarès
| Any  | Pilot                | Copilot              | Cotxe                   |
| ---- | -------------------- | -------------------- | ----------------------- |
| 1978 | Federico Ormezzano   | Renato Genova        | Porsche 2.7             |
| 1979 | Raffaele Pinto       | Fabio Penariol       | Ferrari 308 GTB         |
| 1980 | Federico Ormezzano   | Renato Genova        | Porsche                 |
| 1981 | Federico Ormezzano   | Claudio Berro        | Lancia Stratos          |
| 1982 | Federico Ormezzano   | Claudio Berro        | Lancia Stratos          |
| 1983 | Adartico Vudafieri   | Tiziana Borghi       | Lancia Rally 037        |
| 1984 | Attilio Bettega      | Maurizio Perissinot  | Lancia Rally 037        |
| 1985 | Adartico Vudafieri   | Tiziana Borghi       | Lancia Rally 037        |
| 1986 | Gianfranco Cunico    | Gianluigi Scalvini   | Lancia Rally 037        |
| 1987 | Fulvio Bacchelli     | Paolo Spollon        | Lancia Rally 037        |
| 1988 | Marco Brand          | Maria Lechleitner    | Lancia Rally 037        |
| 1989 | Dario Cerrato        | Giuseppe Cerri       | Alfa Romeo 75 IMSA      |
| 1990 | Gianfranco Cunico    | Stefano Evangelisti  | BMW M3                  |
| 1991 | Andrea Zanussi       | Paolo Amati          | BMW M3                  |
| 1992 | Nicola Larini        | Stefano Evangelisti  | Alfa Romeo 155 GTA      |
| 1993 | Andrea Zanussi       | Paolo Amati          | Ford Escort Cosworth S1 |
| 1994 | Giorgio Francia      | Arnaldo Bernacchini  | Alfa Romeo 155 DTM      |
| 1995 | Marco Spinelli       | Silvio Perlino       | Ford Escort Cosworth    |
| 1996 | Marco Spinelli       | Silvio Perlino       | Ford Escort Cosworth    |
| 1997 | Marco Spinelli       | Arnaldo Bernacchini  | Toyota Celica ST 205    |
| 1998 | Andrea Dallavilla    | Daniele Vernuccio    | Subaru Impreza WRC      |
| 1999 | Renato Travaglia     | Flavio Zanella       | Peugeot 306 Maxi        |
| 2000 | Rinaldo Capello      | Dino Zanatta         | Subaru Impreza WRC      |
| 2001 | No realitzat         | No realitzat         | No realitzat            |
| 2002 | No realitzat         | No realitzat         | No realitzat            |
| 2003 | Alessandro Battaglin | Gianni Marchi        | Toyota Corolla WRC      |
| 2004 | Rinaldo Capello      | Luigi Pirollo        | Škoda Fabia WRC         |
| 2005 | Rinaldo Capello      | Luigi Pirollo        | Škoda Fabia WRC         |
| 2006 | Valentino Rossi      | Carlo Cassina        | Ford Focus RS WRC       |
| 2007 | Valentino Rossi      | Carlo Cassina        | Ford Focus RS WRC       |
| 2008 | Rinaldo Capello      | Luigi Pirollo        | Ford Focus RS WRC       |
| 2009 | Rinaldo Capello      | Luigi Pirollo        | Citroën C4 WRC          |
| 2010 | Dani Sordo           | Diego Vallejo        | Citroën C4 WRC          |
| 2011 | Sébastien Loeb       | Severine Loeb        | Citroën DS3 WRC         |
| 2012 | Valentino Rossi      | Carlo Cassina        | Ford Fiesta RS WRC      |
| 2013 | Dani Sordo           | Marc Martí           | Citroën DS3 WRC         |
| 2014 | Robert Kubica        | Alessandra Benedetti | Ford Fiesta RS WRC      |
| 2015 | Valentino Rossi      | Carlo Cassina        | Ford Fiesta RS WRC      |
| 2016 | Valentino Rossi      | Carlo Cassina        | Ford Fiesta RS WRC      |
| 2017 | Valentino Rossi      | Carlo Cassina        | Ford Fiesta RS WRC      |
| 2018 | Valentino Rossi      | Carlo Cassina        | Ford Fiesta RS WRC      |
| 2019 | Andrea Crugnola      | Marco Bergonzi       | Volkswagen Polo GTI R5  |
| 2020 | Sébastien Ogier      | Julien Ingrassia     | Toyota Yaris WRC        |
| 2021 | Sébastien Ogier      | Julien Ingrassia     | Toyota Yaris WRC        |